# راکی باپتیست
راکی باپتیست (انگلیسی: Rocky Baptiste؛ زادهٔ ۸ ژوئیهٔ ۱۹۷۲) بازیکن فوتبال اهل بریتانیا است.
از باشگاه‌هایی که در آن بازی کرده‌است می‌توان به باشگاه فوتبال مارگیت، باشگاه فوتبال میدنهد یونایتد، باشگاه فوتبال لوتون تاون، باشگاه فوتبال ای‌اف‌سی ویمبلدون، باشگاه فوتبال تاروک، باشگاه فوتبال هاوانت و واترلوویل، باشگاه فوتبال ابسفلیت یونایتد، باشگاه فوتبال استیونج، باشگاه فوتبال وینگیت و فینشلی، باشگاه فوتبال ایست‌بورن تاون، باشگاه فوتبال فارن‌بورو، باشگاه فوتبال کینگستونیان، و باشگاه فوتبال هارو بورو اشاره کرد.